# Krzywy Potok (dopływ Isepnicy)
Krzywy Potok – potok, prawostronny dopływ Isepnicy.
Potok spływa z północno-zachodnich stoków grzbietu łączącego Maleckie i Jaworzynę w Beskidzie Małym. Ma kilka źródłowych cieków tworzących wachlarzowatą sieć dopływów. Od wysokości około 490 m spływa już jednym korytem w kierunku północno-zachodnim. Na wysokości około 390 m uchodzi do Isepnicy.
Niemal cała zlewnia Krzywego Potoku to porośnięte lasem zbocza Maleckiego i Jaworzyny, tylko okolice ujścia do Isepnicy to zabudowane obszary miejscowości Międzybrodzie Żywieckie. Na mapie Compassu podpisany jest jako Roztoczny.